# コカ・コーラ C2
コカ・コーラ　C2は、ザ コカ・コーラ カンパニーが販売していた炭酸飲料。2004年6月、日本で先行発売を行い、その後アメリカにて発売。日本では300mlボトル缶、350ml缶・500mlPETで販売された。現在は販売を終了している。

## 特徴
「ダイエットコカ・コーラはカロリーゼロだが、人工甘味料の味が苦手」という消費者の声に基づいて開発された、コカ・コーラの味をそのままに、カロリーを従来のコカ・コーラと比べて半分以下にした製品。発売前より「世界に先駆けて日本先行発売」と謳った告知CM、サッカー選手の中田英寿選手を起用したCM、日本中をサンプリングトラックが回ったり、各地の鉄道車両へのラッピング、オープン懸賞として1000万円の旅行プラン権をプレゼントするなど枚挙に暇がないプロモーション攻勢であった。
しかし、砂糖が加えられているとはいえ人工甘味料を使用している点においてはダイエットコカ・コーラと変わりなく、人工甘味料独特の雑味が残る点とカロリー約60%オフという中途半端な位置づけの商品であったため、その力の入れようとは裏腹に販売数量は落ち込み続け、市場から姿を消したのは発売から1年も経たない内という短命の製品である。
その後、カロリーゼロとしながらコカ・コーラ C2と同様のコンセプトを受け継ぐ形で「コカ・コーラ ゼロ」が開発され、販売されている。(このことからコカ・コーラC2はコカ・コーラゼロの前身商品ともいえる)
また、コカ・コーラ C2が姿を消してからおよそ10年が経過した2015年3月に、コカ・コーラ C2と同じカロリーに抑えつつ人工甘味料の代わりにステビアを使用することでカロリーオフと人工甘味料不使用を両立した「コカ・コーラ ライフ」が発売された。カロリーを約60%カットしながらより自然な甘さを追求したという点において、「コカ・コーラ ライフ」もまた「コカ・コーラ C2」のコンセプトを受け継ぐ後継商品の1つに該当する。